# Apostol Popov
Pour les articles homonymes, voir Popov.
Apostol Popov (en bulgare : Апостол Попов), né le 22 décembre 1982 à Plovdiv en Bulgarie, est un ancien footballeur international bulgare, qui évoluait au poste de défenseur.

## Biographie

### Carrière en club
Apostol Popov dispute 7 matchs en Ligue Europa, pour un but inscrit. Il inscrit son seul but en Ligue Europa le 26 juillet 2007, lors d'un match face au ND Mura 05 comptant pour le deuxième tour préliminaire de cette compétition.

### Carrière internationale
Apostol Popov compte quatre sélections avec l'équipe de Bulgarie entre 2011 et 2014.
Il est convoqué pour la première fois en équipe de Bulgarie par le sélectionneur national Lothar Matthäus, pour un match amical contre la Biélorussie le 10 août 2011. Le match se solde par une défaite 1-0 des Bulgares. 
Il reçoit sa dernière sélection le 13 octobre 2014 lors d'un match contre la Norvège comptant pour les éliminatoires de l'Euro 2016. Le match se solde par une défaite 2-1 des Bulgares.

## Palmarès
- Avec le CSKA Sofia
  - Vainqueur de la Coupe de Bulgarie en 2011
  - Vainqueur de la Supercoupe de Bulgarie en 2011